# 保良局西區婦女福利會馮李佩瑤小學
保良局西區婦女福利會馮李佩瑤小學（英語：PLK Women's Welfare Club (Western District) Fung Lee Pui Yiu Primary School）為一所位於屯門區的小學，於2011年創立，由保良局在屯門區內另外兩所小學的兩間保良局下午屬校——「莊啟程第二小學下午校」及「梁周順琴小學下午校」合併而成，2011年正式成立。

## 歷史
此校原為保良局梁周順琴小學下午校及保良局莊啟程第二小學下午校（原保良局第五小學下午校）。於2003年，兩校申請位於天水圍32區的擬建校舍，並獲受理，隨後於2005年在天水圍原訂校址舉行奠基禮。
由於元朗區小學學額充足，該次建校計劃被教育局腰斬，而原訂校址亦於2009年改為興建天水圍醫院。然而，兩校仍然打算合併，當局最後分配一幅位於屯門55區、原址是足球場的用地作替代（該建校用地原先由香港華人基督會投得，但最後被撤回），成為此校現今的校址。
2008年，此校連同毗鄰另一學校的建設計劃正式交付立法會表決，隨後動工。
至2011年，上述兩校隨新校舍的建成而合併。由於西區婦女福利會亦有份捐助建校費用，故現今的校名亦冠上該會名稱。

## 校舍
此校為一座後千禧校舍，佔地5,112平方米，設有24間課室及各種特別室。此校與鄰近的另一校舍，一併由建築署的高級建築師胡子民為首團隊設計，而承建商均為保華建業集團。

### 校舍圖集

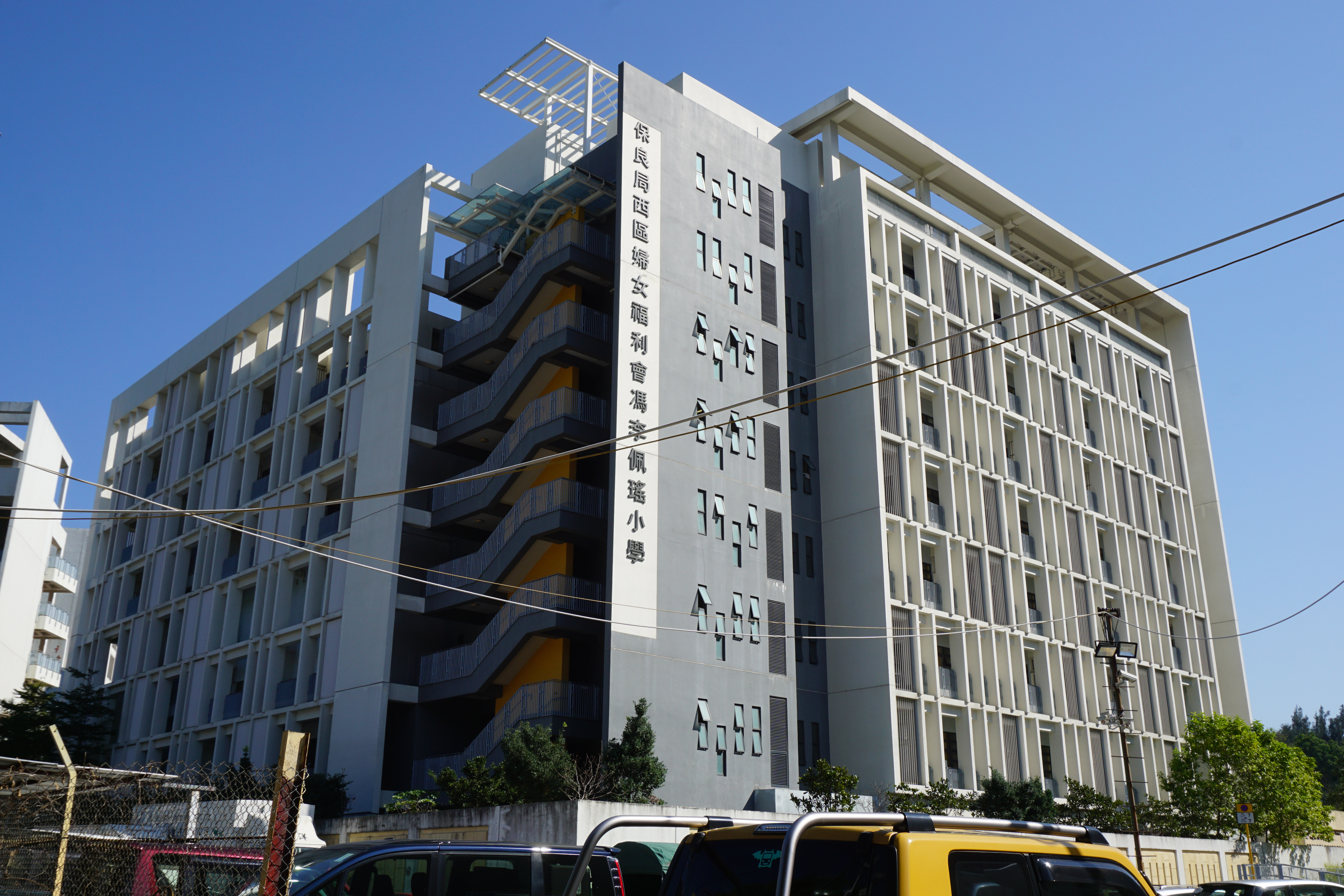
校舍西北面
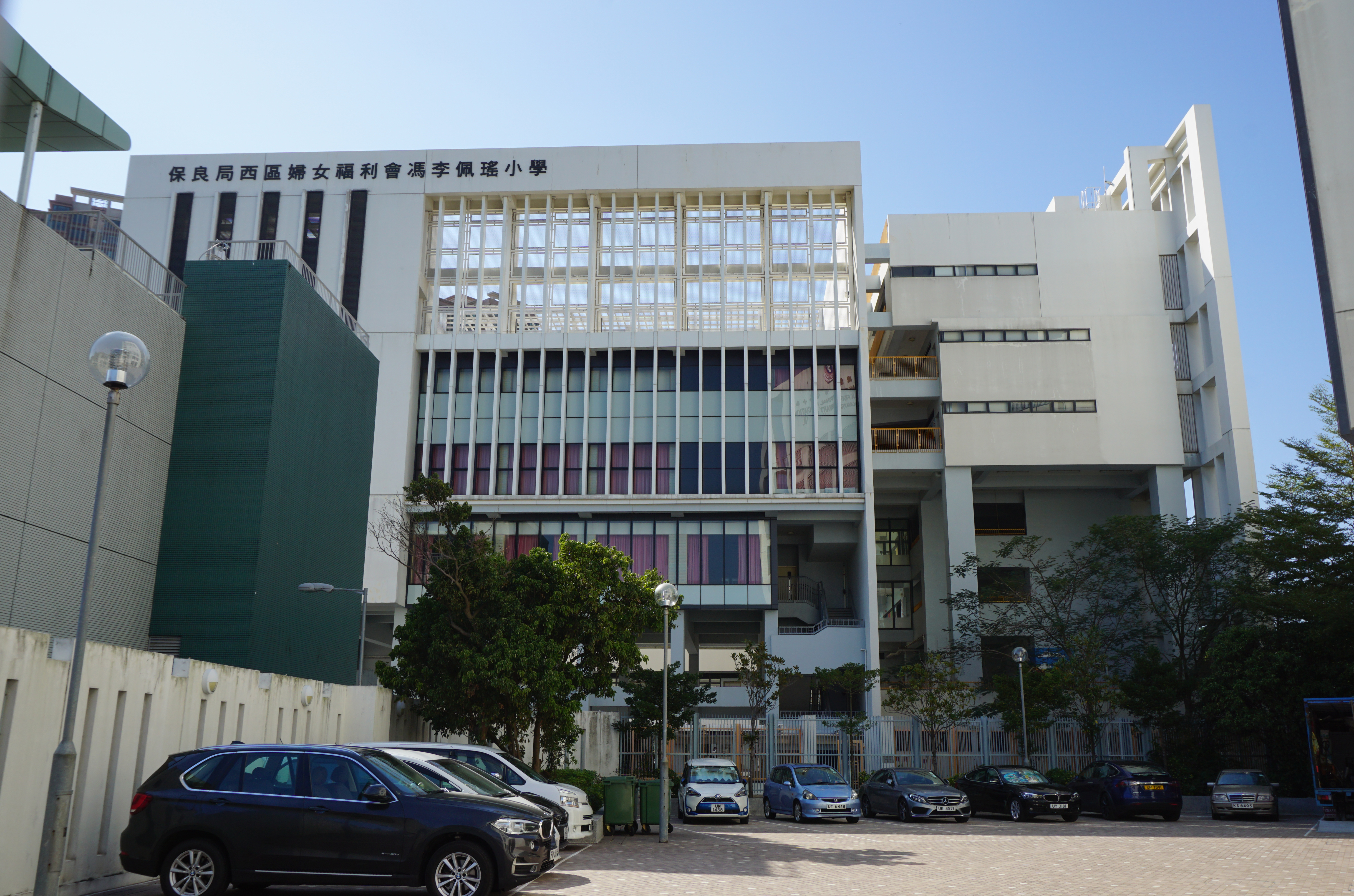
校舍東面
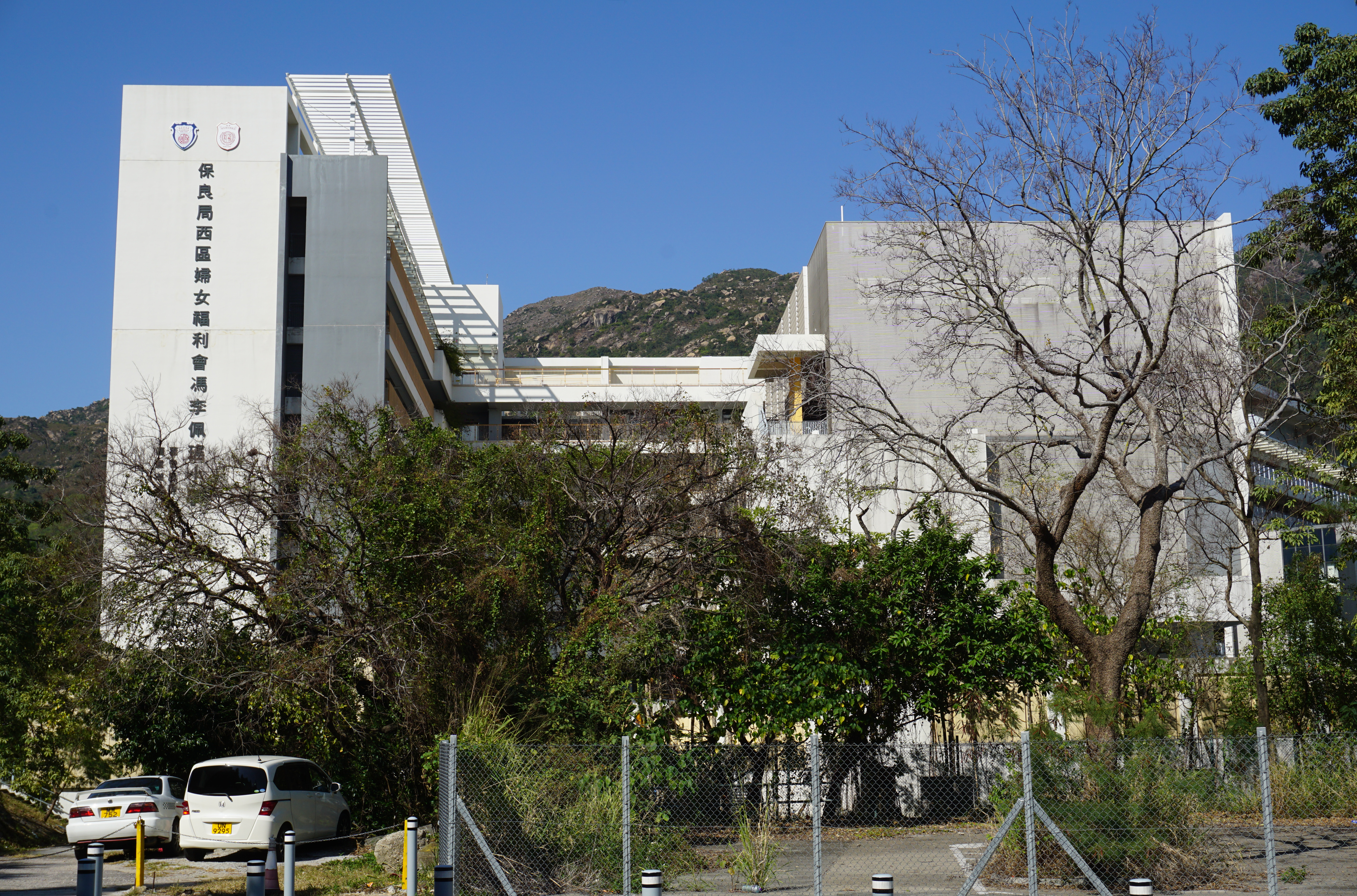
校舍南面

## 升中聯繫
此校與同屬屯門區的保良局百周年李兆忠紀念中學及保良局董玉娣中學結為聯繫中學，有25%的學額預留予包括此校在內的五間區內保良局津貼小學學生。

## 法團校董會

### 第十二屆
保良局主席及屬校總校監：
- 龐董晶怡女士

校監：
- 陳正欣博士, BBS, MH（保良局甲辰年顧問局成員）

辦學團體校董：
- 何猷亨先生（保良局第四副主席）
- 陳天賜先生（保良局行政總監）
- 劉志聰先生（保良局教育總主任（學前教育及小學））
- 歐華國先生（保良局財務總主任）
- 陳可恩女士（保良局副行政總監）（替代校董）

當然校董 ：
- 胡國柱校長

教員校董 ：
- 陳玉英女士
- 黃頴茵女士（替代校董）

家長校董 ：
- 梁詠珊女士
- 陳海琪女士（替代校董）

獨立校董 :
- 馮沈乃琪女士（香港西區婦女福利會永遠顧問）
- 羅瞿惠芬女士（香港西區婦女福利會會長）

## 歷任校長及副校長

### 校長
- 鍾美珍（2011年-2023年)[12]
- 胡國柱（2023年起）[13]

### 副校長
- 陳玉英（2011年起)
- 陳倩婷（2011年-2012年）
- 李嬌（2012年-2014年）
- 陳蘭心（2014年-2020年）
- 黃頴茵（2021年起）

## 外部連結
- 保良局西區婦女福利會馮李佩瑤小學官方網頁 （页面存档备份，存于）